# 張樹斌
張 樹斌（ちょう じゅひん、ラテン文字：Shubin Zhang、1966年2月16日 - ）は、中華人民共和国ハルビン出身の男性フィギュアスケート選手。1988年カルガリーオリンピック、1992年アルベールビルオリンピック男子シングル中国代表。1985年ユニバーシアード優勝。

## 経歴
1981-1982年シーズンの世界ジュニア選手権で国際大会へデビューした。このときは出場22人中14位という結果に終わる。これ以後、1983-1984年シーズンまで主要な国際大会への出場はなかったが、1984-1985年シーズンにNHK杯へ初出場し8位。1985年には冬季ユニバーシアード競技大会で優勝を果たした。なお、この優勝はフィギュアスケート競技における中国選手による主要な国際大会で初めての優勝でもあった。
1988年、カルガリーオリンピックに出場し、20位。2度目のオリンピックとなった1992年アルベールビルオリンピックではショートプログラムを終え25位となり、フリースケーティングに進むことはできず、総合25位に終わった。オリンピック後、国際大会から引退。

1998年より、中国男子フィギュアスケートチーム専任コーチ。

## 主な戦績
| 大会/年          | 81-82 | 82-83 | 83-84 | 84-85 | 85-86 | 86-87 | 87-88 | 88-89 | 89-90 | 90-91 | 91-92 |
| ---------------- | ----- | ----- | ----- | ----- | ----- | ----- | ----- | ----- | ----- | ----- | ----- |
| オリンピック     |       |       |       |       |       |       | 20    |       |       |       | 25    |
| アジア大会       |       |       |       |       | 2     |       |       |       |       |       |       |
| ユニバーシアード |       |       |       | 1     |       |       |       |       |       |       |       |
| NHK杯            |       |       |       | 8     | 6     | 5     | 6     | 8     | 9     | 12    | 11    |
| 世界Jr.選手権    | 14    |       |       |       |       |       |       |       |       |       |       |